# Род (граматика)
Вижте пояснителната страница за други значения на Род.
Родът е граматическа категория на имената в някои езици. На всяко съществително име обикновено е присъща една от общо две или три възможни стойности, наречени родове. Разграничаването между родовете има повече или по-малко ясна семантична основа, като най-често срещаните деления са по одушевеност (одушевен – неодушевен) и пол (мъжки – женски). Когато разграниченията са повече от три или четири, обикновено се говори не за род, а за именен клас. Род могат да имат и други части на речта (прилагателни, местоимения и др.).
При названията на хора и животни граматическият род обикновено съвпада с техния пол. Относно рода на думите, назоваващи неодушевени предмети, езикознанието не може да установи със сигурност семантиката на рода; предполага се, че тя е свързана с някои митологични представи за произхода на предметите.
Родът може да се изразява по различни начини: чрез окончанието, чрез определителния член.

## Семантика
В някои езици са обособени два рода, или два класа – на живите и на неживите обекти. В алгонските езици (Северна Америка) съществува класификация, според която одушевеният род включва хората, животните, дърветата, камъните, небесните тела, някои природни явления (гръмотевицата, снега, леда), както и хлябът и шейната. Много части на човешкото тяло се класифицират като неодушевени, а някои части на животинското тяло – като одушевени.
В езиците от тайската група (лаоски, тайски) за указване на двата рода се използват особени членове:
tu – за одушевени;
an – за неодушевени.
Имената в езиците банту, в някои индиански, кавказки, папуаски и други езици са разпределени в различен брой именни класове, които представляват групиране на съществителните въз основа на семантични и евентуално на граматични критерии. По този начин са разделени съществата, предметите и абстрактните съществителни в определен брой категории.
Има езици, които не познават разделението на имената по родове. Тюркските езици, тибето-китайските, картвелските (например грузинския), някои индиански и папуаските езици, както и английският, арменският, баскийският език не притежават граматическата категория род. Това отсъствие обикновено е компенсирано с някаква друга делитба, напр. противопоставянето по признака одушевеност-неодушевеност или с разграничението лице-нелице.
Угро-финските езици като цяло не познават граматичния род, но в тях съществува дихотомията одушевеност-неодушевеност.

### Изследвания върху смисъла
Граматическата категория род, като класифицираща и словоизменителна, е присъща на семитските и на повечето индоевропейски езици. Родова диференциация може да се отбележи при съществителните имена, прилагателните, числителните, местоименията, глаголите и дори в някои частици (бе, ма, мари).
Още полският езиковед Ян Бодуен де Куртене (1845 – 1929) е провел изследване „За връзката на граматичния род със светоразбирането и душевното състояние на хората, говорещи на езици, които различават рода“, което е на широка съпоставителна основа (индоевропейски езици, семито-хамитски езици, койкойски език). Същинското разграничение по род – мъжки, женски, среден или мъжки и женски – се наблюдава напр. в повечето индоевропейските езици. Основата, на която се извършва подобна диференциация в някои неиндоевропейски езици, е от друг тип. От изследването става ясно, че механизмът на разграничаването на родовете в индоевропейските езици е случайна и хаотична сексуализация на целия субстанциален свят. Ученият обвързва проблема за рода напр. с определени тенденции в литературата, изкуството, митологичните представи и други прояви на духовния живот на носителите.
Френският езиковед Антоан Мейе определя граматичния род като една от най-малко логичните и най-неочакваните граматични категории. Тя е имала пълната си стойност в индоевропейски, т.е. в езика на население, което е противопоставяло по систематичен и постоянен начин одушевеното и неодушевеното. Разделението между мъжкия и женския род е вторично. В историческия период граматичният род в повечето случаи е лишен от смисъл, но той в голяма степен показва добре въздействието на начина на мислене и степента на говорещите лица върху развоя на езика.

## Развой на граматическата категория
Антоан Мейе е изказал две предположения за оформянето на граматичния род. Едното е за пренасяне, разпространение на биологичния пол в резултат от персонификация и одухотворяване на предметите и явленията. Другото е последица от действието на аналогията. Тези фактори са съвместими, поради което е възможно да са действали успоредно или последователно.